# Zaholosna, Dunaiivți
Zaholosna (în ucraineană Заголосна) este un sat în comuna Mala Pobianka din raionul Dunaiivți, regiunea Hmelnîțkîi, Ucraina.

## Demografie
Componența lingvistică a localității Zaholosna
     Ucraineană (100%)
Conform recensământului din 2001, toată populația localității Zaholosna era vorbitoare de ucraineană (100%).